# Жизнь и смерть Фердинанда Люса
«Жизнь и смерть Фердинанда Люса» — советский четырёхсерийный широкоэкранный художественный фильм, политический детектив о борьбе с неофашизмом. Экранизация романа Юлиана Семёнова «Бомба для председателя».

## Сюжет
Конец 1960-х годов. Западногерманский концерн Фридриха Дорнброка ведёт секретные переговоры о производстве атомного оружия с фирмой господина Лима из Гонконга. Сын и наследник главы концерна Ганс, пребывая в горе по поводу смертельной болезни своей любимой, японки Исии (лейкемия как последствие атомной бомбардировки Хиросимы), желая сорвать эту сделку, прерывает переговоры и возвращается домой с намерением предать гласности деятельность отца. Он передаёт разоблачающие документы болгарскому журналисту Павлу Кочеву и пытается рассказать о сделке левому режиссёру Люсу.
Однако воротилы концерна — Бауэр, Хаксман, Вальтер и другие с ведома босса организуют убийство Дорнброка-младшего, задерживают Кочева и сваливают убийство на Люса. Профессор из СССР Всеволод Владимиров (в прошлом известный как Штирлиц), не веря в растиражированную СМИ версию о том, что болгарин «выбрал свободу» и добровольно остался на Западе, лично прибывает в Западный Берлин, чтобы выручить своего ученика. При помощи журналиста Кроне он разоблачает фальшивку, состряпанную редактором Ленцем.
Честный прокурор Берг, расследуя дело, приходит к выводу, что Люса подставили, а Кочев и Дорнброк-младший убиты. Контролируемые концерном газеты развязывают против прокурора враждебную кампанию, добившись его отставки. Однако Берг, уходя, передаёт все материалы дела Люсу, чтобы тот снял разоблачительный фильм. Пытаясь размотать клубок до конца, Люс отправляется в Японию. Ему удаётся найти следы нелегального ядерного испытания и добраться до Исии. Однако затем его убивает контрразведчик Лао по приказу Лима.

## В ролях
- Всеволод Сафонов — Всеволод Владимиров, профессор
- Донатас Банионис — Фердинанд Люс, кинорежиссер (озвучил Владимир Заманский)
- Екатерина Васильева — Нора Люс, жена Фердинанда Люса
- Николай Гриценко — Фридрих Дорнброк, директор западно-германского атомного концерна «Дорнброк»
- Юозас Будрайтис — Ганс Дорнброк, сын Фридриха Дорнброка (озвучил Родион Нахапетов)
- Евгения Ханаева — Гизелла Дорнброк, сестра Фридриха Дорнброка
- Михаил Погоржельский — Людвиг Шорнбах, министр юстиции
- Эве Киви — Эжени Шорнбах, жена Людвига Шорнбаха, любовница Фердинанда Люса
- Павел Панков — Берг, прокурор (прототип Фриц Бауэр)
- Игорь Ледогоров — Бауэр, председатель совета директоров концерна «Дорнброк»
- Эйнари Коппель — Хайнц Кроне, политический обозреватель немецкого журнала «Экстра один»
- Евгений Евстигнеев — Дигон, американский миллионер, сотрудничающий с Фридрихом Дорнброком
- Борис Иванов — Хаксман (в книге — Айсман), руководитель службы безопасности концерна «Дорнброк»
- Александр Вокач — Хольц / Хельтофф (в книге — Холтофф / Хельтофф), служащий Ведомства по охране конституции – службе контрразведки ФРГ
- Михаил Жарковский — Эрнст Кальтенбруннер
- Суйменкул Чокморов — Анума, импресарио / Лао Шэнь, контрразведчик (озвучил Сергей Шакуров)
- Рейко Суита — Исии, возлюбленная Ганса Дорнброка
- Чун Себ Пак — Джозеф Лим, генеральный директор концерна
- Тамара Дегтярёва — Джейн, английский историк и археолог
- Игорь Кашинцев — Герберт Ленц, редактор немецкой газеты газеты «Абэн курир»
- Раиса Куркина — Лотта, секретарша Берга
- Александр Калягин — Шварцман, продюсер фильмов Фердинанда Люса
- Олег Басилашвили — Юрген Кройцман, советник юстиции
- Григорий Лямпе — Рунге, немецкий физик, профессор
- Василий Ливанов — Пейн, английский доктор в Гонконге
- Олег Голубицкий — Вебер, помощник Берга
- Виктор Шульгин — Вальтер, помощник Бауэра
- Лев Поляков — Курт, помощник Бауэра
- Андрей Порошин — Фриц, помощник Бауэра
- Игорь Максимчук — Павел Кочев, болгарский журналист, аспирант Всеволода Владимирова
- Виктор Камаев — полицейский инспектор (озвучил Георгий Бурков)
- Агрий Аугшкап — обвинитель на Нюрнбергском процессе
- Герд Штайгер — Джон Лорд, следователь в Нюрнберге
- Георгий Георгиу — хозяин пивной в Западном Берлине
- Юрий Аверин — советский судья на Нюрнбергском процессе
- Владимир Носик — полицейский Ломер
- Альфред Штруве — Алекс, журналист (озвучил Артём Карапетян)
- Николай Бармин — советский полковник во время штурма Берлина в 1945 году
- Валерий Малышев — капитан Коваленко во время штурма Берлина в 1945 году
- Пётр Крылов — Ваггер, доктор, немецкий историк-археолог в Гонконге (озвучил Константин Тыртов)
- Давлет Нургазиев — Хоа, гид Люса по Гонконгу, наемный убийца

## Отличия от книги[1]
В романе «Бомба для председателя» главный герой, профессор Исаев, — Штирлиц. В фильме профессор Владимиров в 1945 году — офицер СМЕРШ, штурмует Берлин и освобождает физика Рунге. Всеволод Владимиров — настоящее имя героя произведений Юлиана Семёнова разведчика Исаева-Штирлица.
Существенно отличается концовка. В романе прокурор Берг гибнет в авиакатастрофе, организованной службой безопасности концерна, и Штирлиц-Исаев самостоятельно в самолёте разоблачает Айсмана, заставляя того признаться в организации убийства Павла Кочева и взрыве самолёта Берга. При этом Исаев предварительно обезвреживает уже вторую бомбу на аэродроме перед вылетом. В фильме именно Берг летит в самолёте с Хаксманом, а Владимиров организовывает запись признаний Хаксмана на земле, в диспетчерской аэропорта.
Также есть существенные отличия между двумя редакциями фильма. В первой однозначно показано, что концерн Дорнброка изготавливает бомбу для Председателя КНР Мао.
В дальнейшем все упоминания о Мао и Китае и соответствующий видеоряд были удалены, заменены другими планами и куски переозвучены.